# Inflationen i Weimarrepubliken

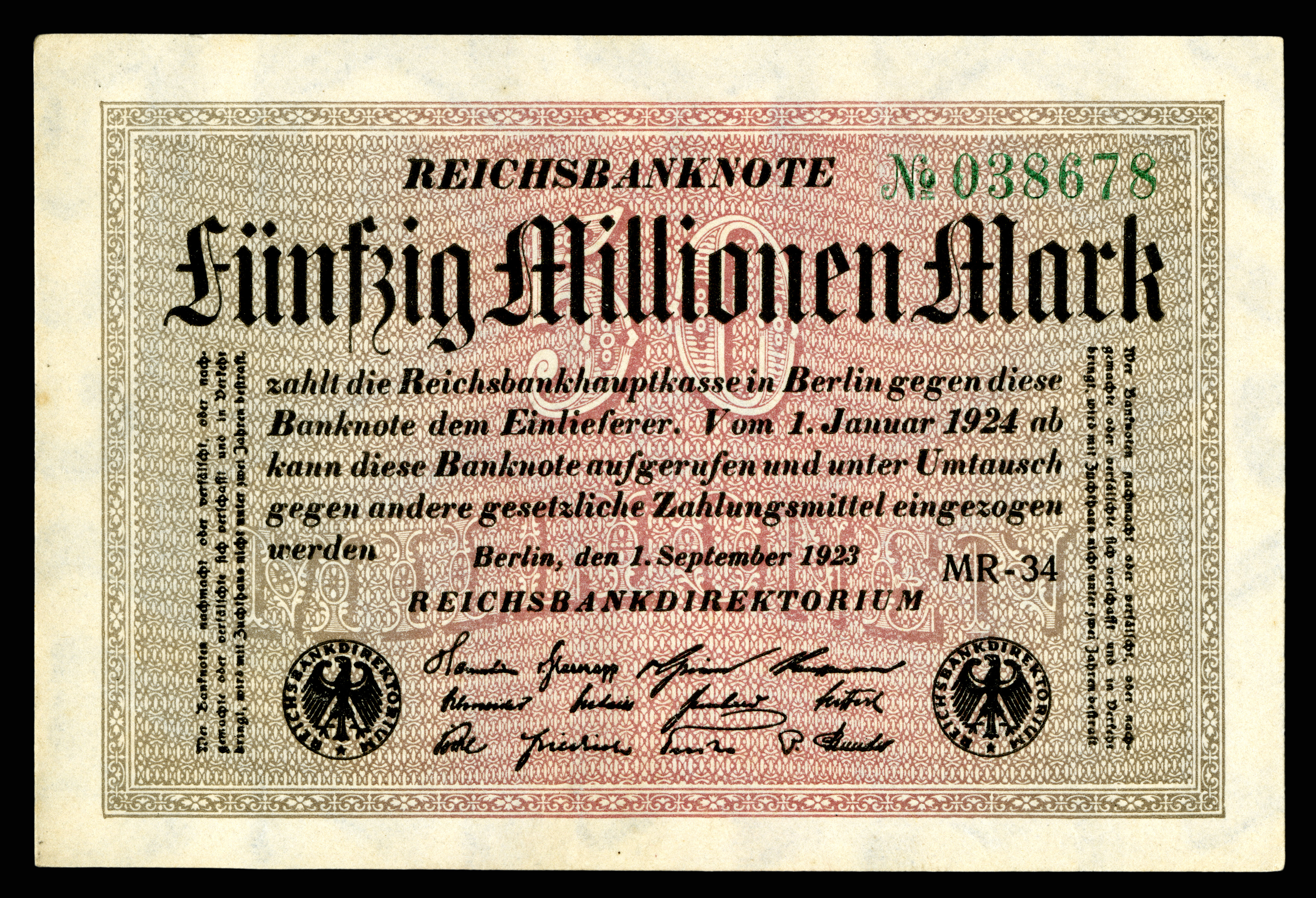
En 50-miljonermarkssedel från den tyska hyperinflationen på 1920-talet

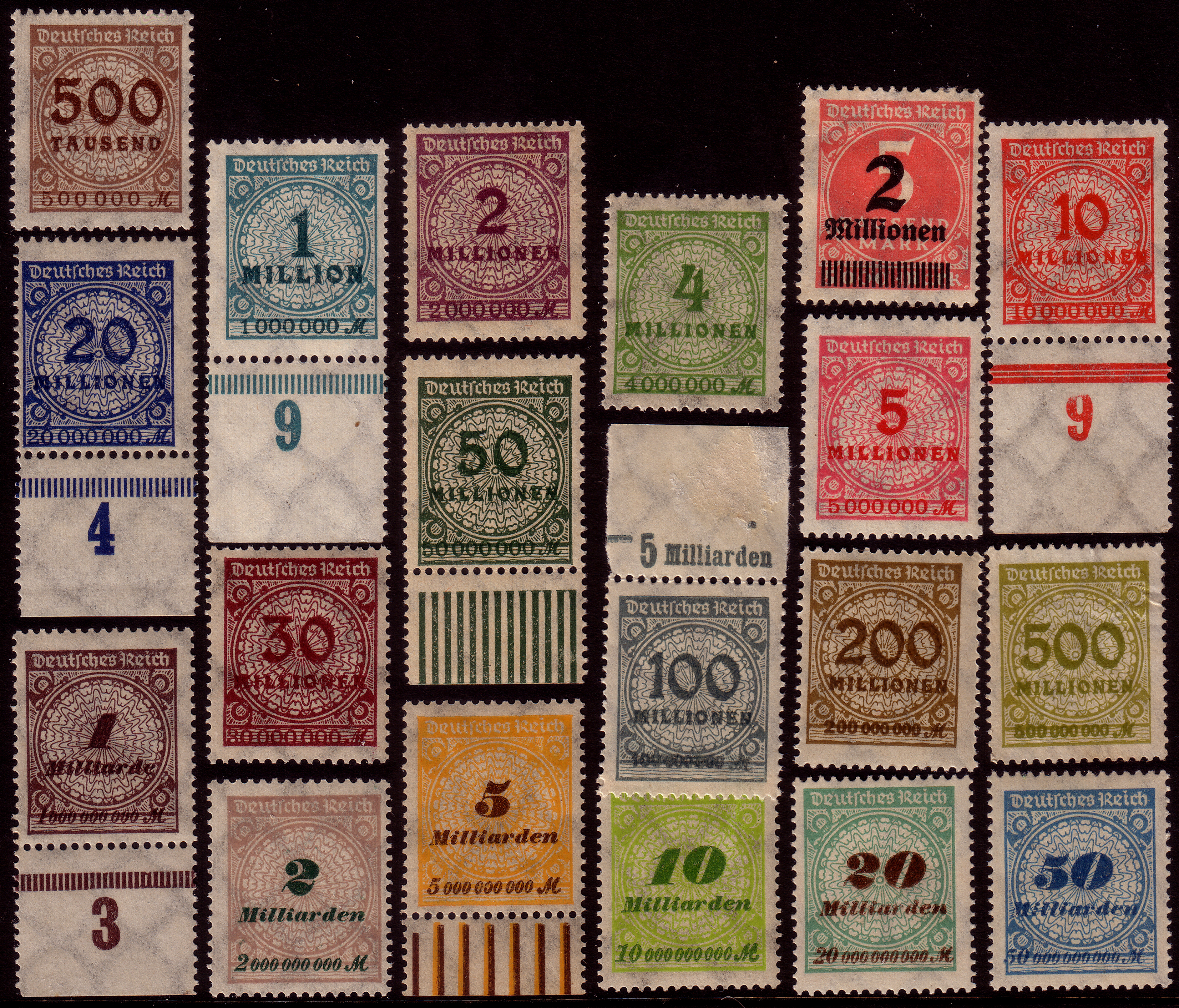
Frimärke upp till 50 miljarder mark

Inflationen i Tyskland mellan 1921-1923 innebar att värdet på riksmarken minskade extremt. Orsaken var det stora krigsskadeståndet efter första världskriget samt strejken som följde på ockupationen av Ruhrområdet, som finansierades genom nytryck av sedlar. 
Marken blev så värdelös att man började tapetsera med pengar och använda dem som skrivpapper, eftersom det var billigare än att köpa tapeter och vanligt papper. Priset på valutan steg snabbt till 4,2 miljoner mark. I november 1923 infördes den nya valutan  Rentenmark. En biljon (1 000 000 000 000) Mark ersattes med en Rentenmark, och fasen av hyperinflation var avslutad. 
Några av inflationens effekter var en enorm omfördelning av förmögenheter och en utarmning av stora befolkningsgrupper. Hyperinflationen anses ha spelat en viss roll för Weimarrepublikens undergång, då den undergrävde medelklassens förtroende för det demokratiska statsskicket.
Inflationen är inte den första hyperinflationen i världshistorien, och inte heller den största (den har överträffats av inflationen i Ungern och inflationen i Zimbabwe) men den har studerats ingående och är en berömd fallstudie i nationalekonomi. Det direkta sambandet mellan krigsskadeståndet och hyperinflationen har dock ifrågasatts.